# Maison Aćimović à Požega
La maison Aćimović à Požega (en serbe cyrillique : Аћимовића кућа у Пожеги ; en serbe latin : Aćimovića kuća u Požegi) se trouve à Požega, dans le district de Zlatibor, en Serbie. Elle est inscrite sur la liste des monuments culturels protégés de la République de Serbie (identifiant no SK 968).

## Présentation
La maison a été construite au milieu du XIXe siècle.